# Mały Bełt
Mały Bełt (duń. Lillebælt, niem. Kleiner Belt) – cieśnina na Morzu Bałtyckim, położona między duńskimi wyspami Ærø i Fionią a Półwyspem Jutlandzkim.
W cieśninie umiejscowionych jest wiele małych wysp. Mały Bełt przecinają w najwęższym miejscu dwa mosty: Den gamle lillebæltsbro z linią kolejową (zbudowany w 1935) oraz Den nye lillebæltsbro (zwany także Lillebæltsbroen) z autostradą Kopenhaga – Hamburg (zbudowany w 1970).
- długość: ok. 50 km
- szerokość: od 800 m do 28 km
- głębokość: od 10 do 75 m